# Kollett m/1871

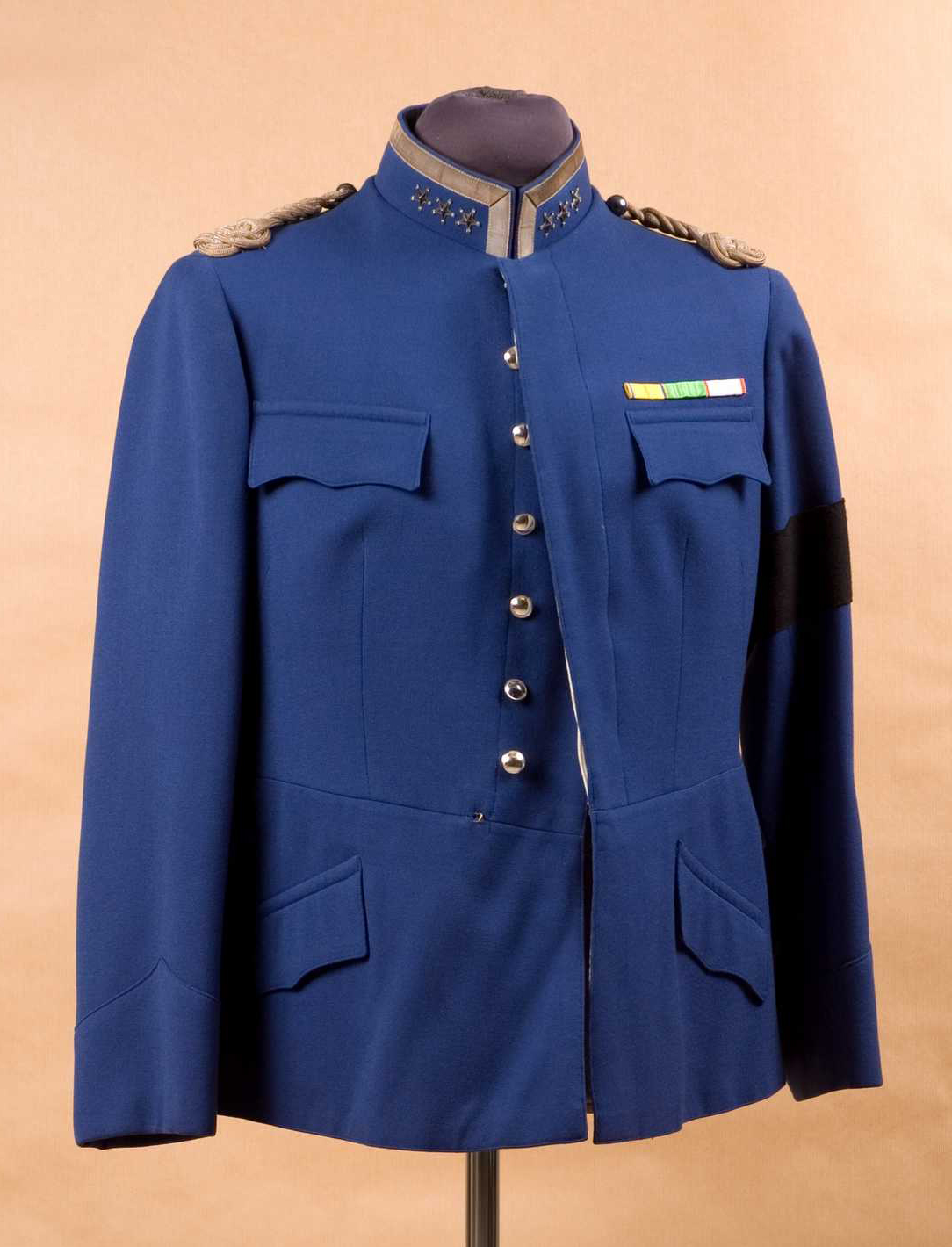
Kollett m/1871 för överste vid Livregementet till häst (K1).

Kollett m/1871 var en kollett som användes inom försvarsmakten.
Kolletterna som användes i dåvarande Krigsmakten hade olika modeller. Kollett m/1871 kategoriserades som modell I. Modell II bars av artilleriet, men fortifikationen hade också en modell.

## Modell I

### Utseende
Utdrag ur Svenska arméns rulla 1901:
Af samma färg som vapenrocken och med samma foder: knäppjulp; axeltränsar af för K. 3 gällande modell samt knapp [för K. 1 axeltränsar med valknut]; ståndkrage: öppen, snedskuren, 4-4,5 cm. hög, att igenhäktas nedtill, slejf, lapp samt fodring af kragen (g. o. d. 18. jan. 1898, n:r 52); baktill 2 raka ficklock, smalare upptill, hvartdera med 2 knappar, en i lifvet och en nedtill [för K. 1: 3 knappar, en i lifvet, en mittpå och en nertill], fickor innanför ficklocken.
Detta innebär att den vid Livgardet till häst (K 1) och dragonregementena är i färgen mellanblå något ljusare, medan den i trängkåren är mörkblå.

### Användning
Kollett m/1871 bars till daglig dräkt som ett alternativ till vapenrocken. Modell I användes av Livgardet till häst (K 1), Livregementets dragoner (K 2), Skånska dragonregementet (K 6), Norrlands dragonregemente (K 8, senare K 4) och trängtrupperna. I dag får den användas av lägst 1:e sergeants grad vid kavalleriet vid Livgardet under enskilt uppträdande, men bekostas av den enskilde.
Kolletten återinfördes 1994 efter att tidigare varit avförd ur uniformsreglementet.

## Strömsholmskollett

### Utseende
Modellen är densamma som för modell I, med skillnaden att den är tillverkad i vitt linne eller bomullstyg. Den har axeltränsar m/1871 i silversnören och gradbeteckning på kragen.

### Användning
Historiskt bars Strömsholmskolletten av Livgardet till häst (K 1), och dess efterträdare, för det mesta under tjänstgöring vid Arméns ridskola under sommarmånaderna. Idag får den bäras av specialistofficer och officer vid tillfällen enligt regementschefens vid Livgardet bestämmande.

## Bilder

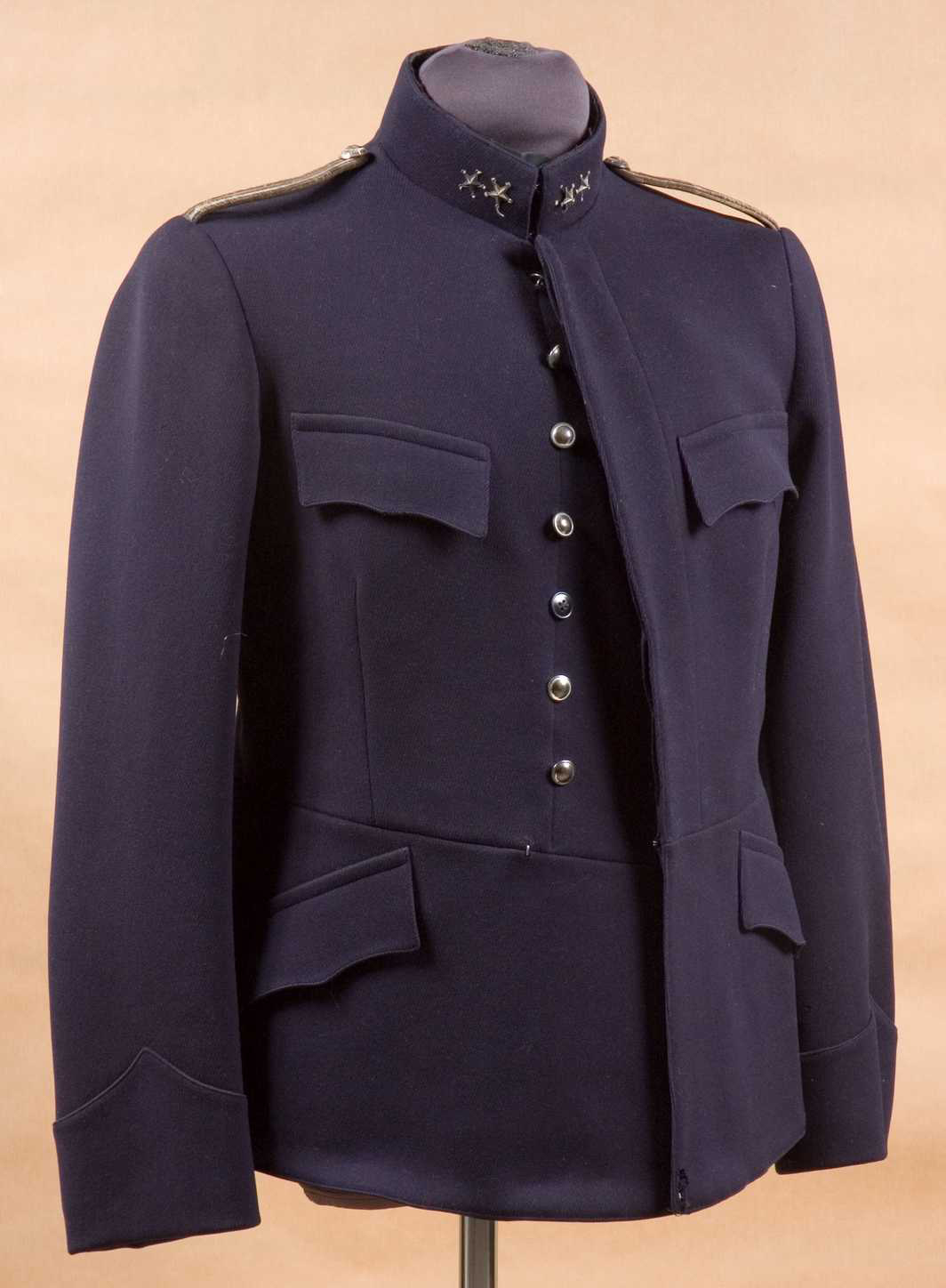
Kollett m/1871 i mörkblått kläde för löjtnant vid Svea trängkår (T 1).
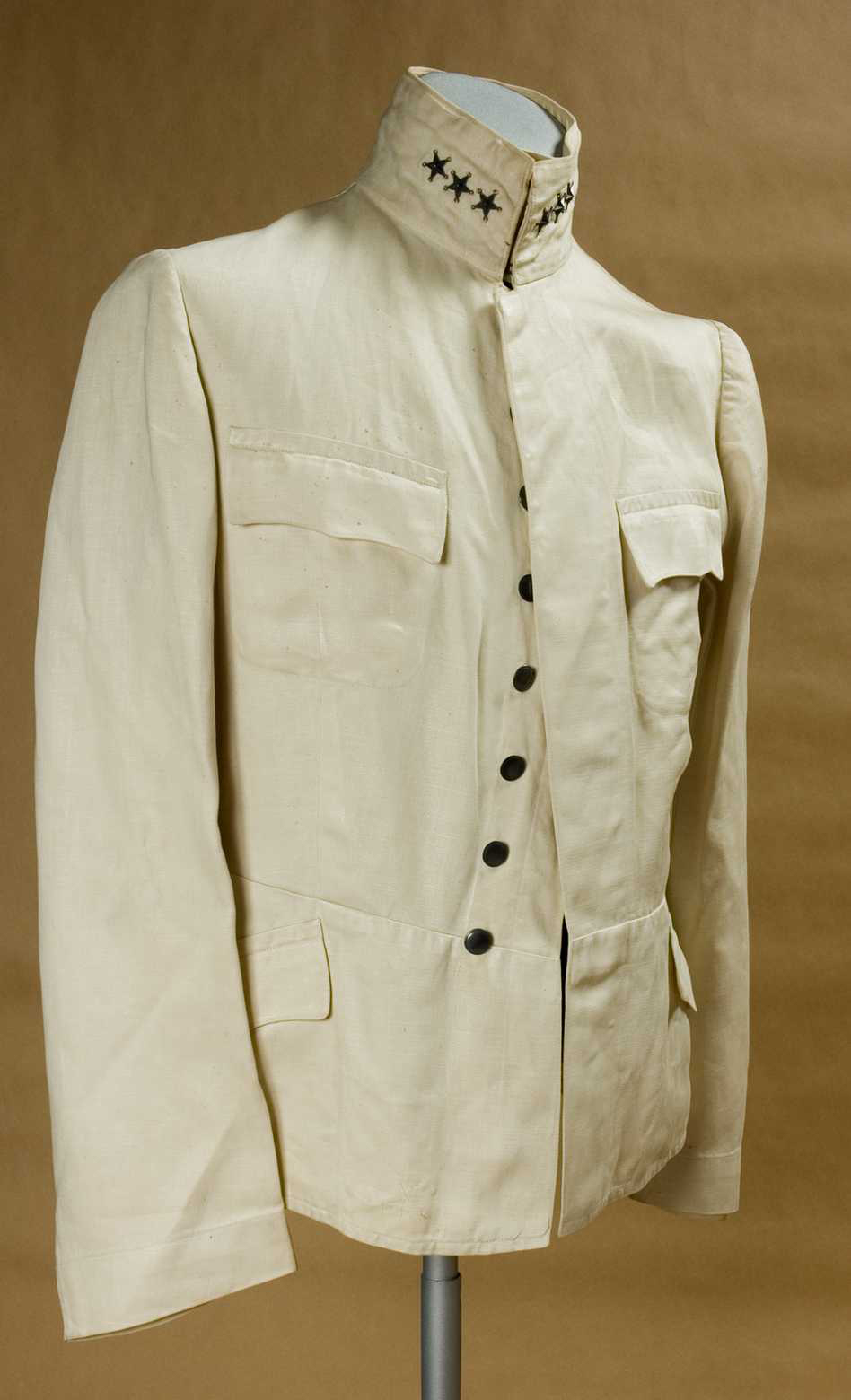
Kollett m/1871 i vitt kläde för ryttmästare vid Livgardet till häst (K 1), en s.k. "Strömsholmskollett".
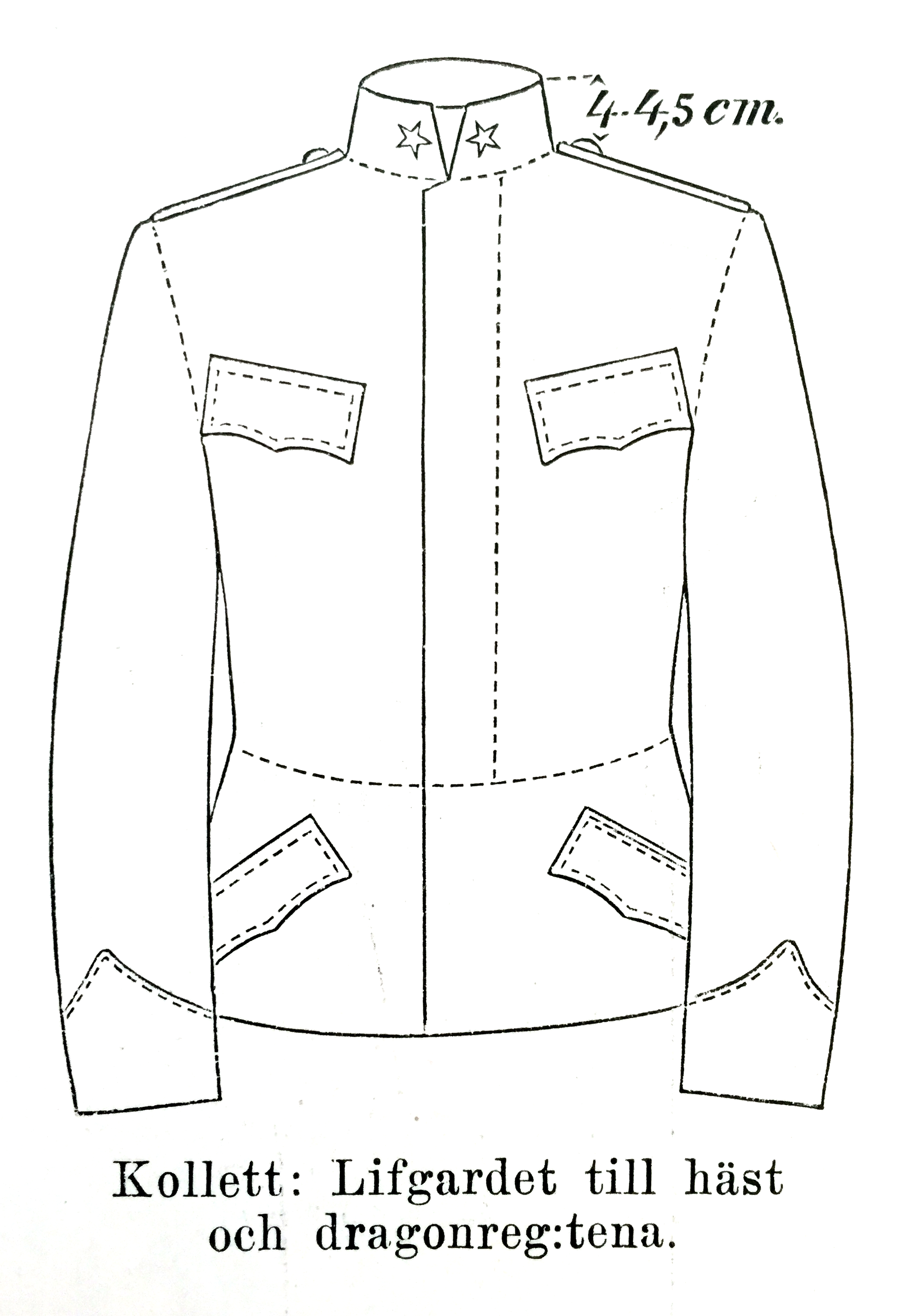
Kollett m/1871: Lifgardet till häst och dragonreg:tena. Ur svenska arméns rulla 1901.
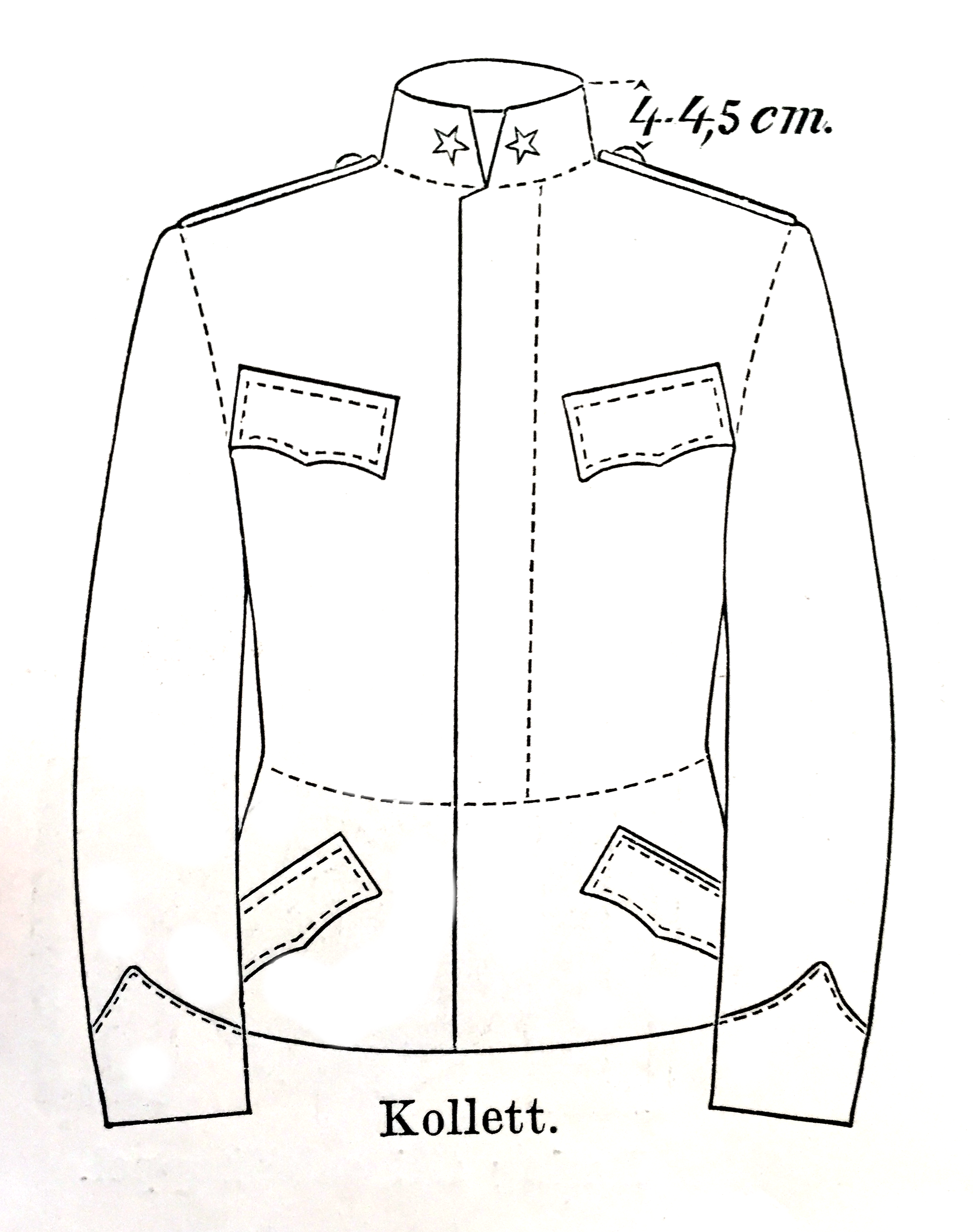
Kollett m/1871 för trängkåren. Ur svenska arméns rulla 1901.

### Tryckta referenser
- Svenska arméns uniformer 1875-2000, Simon Olsson, Medströms förlag, Fälth & Hässler Värnamo 2011 ISBN  978-91-7329-103-3